# Riu Sai
El Sai és un riu d'Uttar Pradesh a l'Índia. Neix al districte d'Hardoi entre el Gumti i el Ganges i corre en direcció sud-est per l'Oudh i va cap al districte de Jaunpur desaiguant al riu Gumti a uns 15 km de la ciutat de Jaunpur.
El seu curs és de 563 km. És navegable per vaixells petits durant l'època de pluges. Rep diversos rierols des del nord. El seu llit és massa fondo per ser utilitzat de manera generalitzada en el reg dels camps. El capità Wilford esmenta al segle xix que era conegut també localment com Sambu i Sukti.